# Vodnářkovití
Vodnářkovití (Sisyridae) jsou čeleď síťokřídlého hmyzu rozšířená i na českém území.
Dospělci jsou poměrně drobní, s maximálním rozpětím křídel asi 15 mm. Svým vzezřením poněkud připomínají denivky (Hemerobiidae), od nichž je lze rozlišit díky odlišnému žilkování křídel. Většina vodnářkovitých mívá jednotně hnědé zbarvení, některé druhy se však vyznačují průsvitnými křídly zdobenými černými a hnědými skvrnami či pásky. Jde o poměrně nepočetnou čeleď, která – nepočítaje fosilní zástupce – zahrnuje pouze několik desítek druhů ve čtyřech rodech: Climacia, Sisyra, Sisyrina a Sisyborina. Celosvětové rozšíření a širokou toleranci stanovišť vykazují pouze zástupci rodu Sisyra, řada vodnářek naproti tomu žije např. pouze v tropických oblastech.
Životní cyklus vodnářkovitých je vázán na mezotrofní až eutrofní vody, stojaté i tekoucí. Samice kladou vajíčka po shlucích o několika desítkách kusů. Umístí je na vegetaci nad vodou a překryjí je jemnými vlákny. Vývoj vajíček trvá asi dva týdny, larvy následně padají do vody. Zprvu dýchají celým povrchem těla, ve 2. a 3. instaru mají na spodních článcích zadečku 7 párů tracheálních žaber. Během svého vývoje parazitují na houbovcích (Porifera) a mechovkách (Bryozoa), jejichž tkáně vysávají pomocí dvou dlouhých trubiček odvozených od kusadel a čelistí. Třetí instar opouští vodu a vytváří si zámotek na příbřežní vegetaci, v němž může dojít k přezimování. Zakuklení jedinci se často stávají oběťmi parazitoidních blanokřídlých. Zajímavostí je, že americká kovověnka Sisyridivora cavigena dokonce vysává tělní tekutiny napadené vodnářky prostřednictvím krmného kanálku vytvořeného kladélkem.
Dospělci vodnářek se prakticky ihned rozmnožují a žijí pouze několik týdnů. Mohou být aktivní v noci i ve dne. Jako potravu přijímají zejména mrtvé členovce, u některých druhů byly v žaludku nalezeny zbytky nektaru a pylu, mohou konzumovat i části odumřelých rostlin. V případě fosilního rodu Paradoxosisyra, jenž byl popsán ze svrchněkřídového barmského jantaru, existují spekulace o jeho možné (fakultativní) hematofágii.